# Asplenium incisum
Asplenium incisum là một loài thực vật có mạch trong họ Aspleniaceae. Loài này được Thunb. miêu tả khoa học đầu tiên năm 1794.

## Hình ảnh

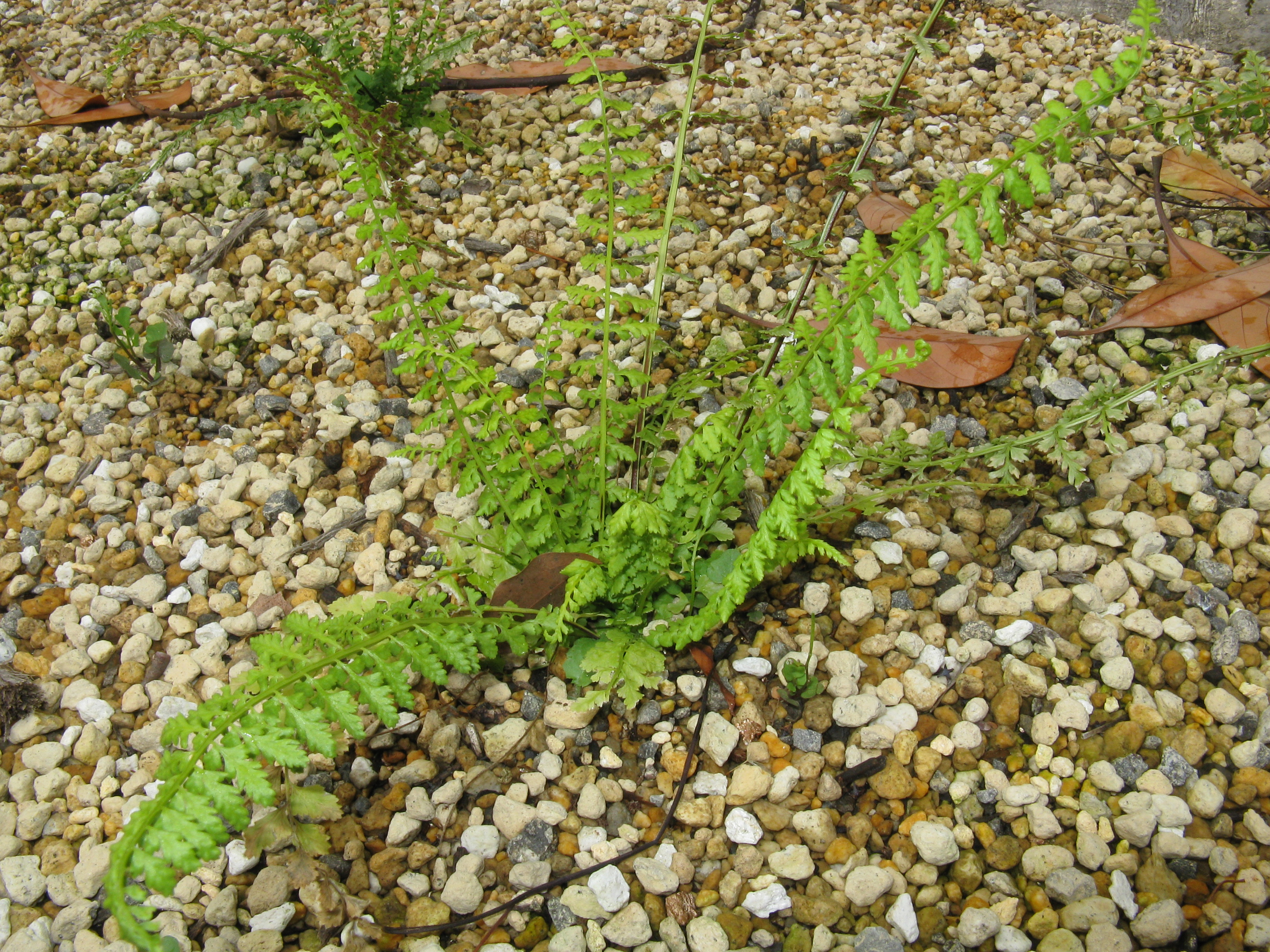